# Ashland (Illinois)
Ashland is een plaats (village) in de Amerikaanse staat Illinois, en valt bestuurlijk gezien onder Cass County.

## Demografie
Bij de volkstelling in 2000 werd het aantal inwoners vastgesteld op 1361.
In 2006 is het aantal inwoners door het United States Census Bureau geschat op 1344, een daling van 17 (-1,2%).

## Geografie
Volgens het United States Census Bureau beslaat de plaats een oppervlakte van
1,9 km², geheel bestaande uit land. Ashland ligt op ongeveer 189 m boven zeeniveau.

## Plaatsen in de nabije omgeving
De onderstaande figuur toont nabijgelegen plaatsen in een straal van 20 km rond Ashland.